# Mænd (film fra 1924)
Mænd (originaltitel Men) er en amerikansk stumfilm fra 1924 instrueret af Dimitri Buchowetzki.

## Medvirkende
- Pola Negri som Cleo
- Robert Frazer som Georges Kleber
- Robert Edeson som Henri Duval
- Josef Swickard
- Monte Collins som Francois
- Gino Corrado
- Edgar Norton